# جوش جونسون (لاعب كرة قدم أمريكية)
جوش جونسون (بالإنجليزية: Josh Johnson)‏ هو لاعب كرة قدم أمريكية ولاعب كرة قدم كندية أمريكي، ولد في 10 سبتمبر 1990 في ديد سيتي في الولايات المتحدة.